# Kaffeeschüssel

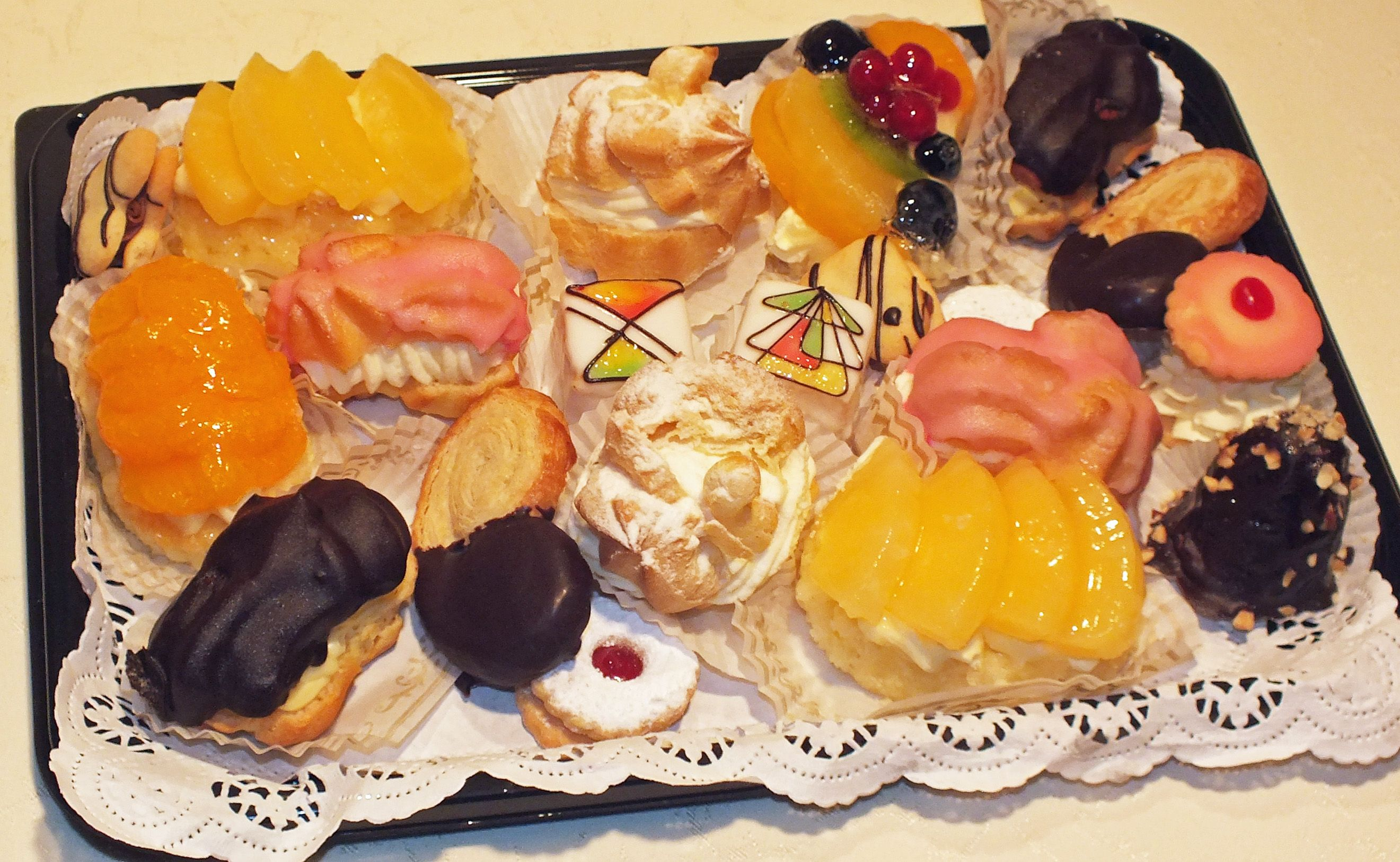
Kaffeeschüssel

Kaffeeschüssel ist in Leipzig und seiner Umgebung die Bezeichnung für eine Zusammenstellung verschiedener Konditoreiwaren auf einer Platte. Typisch ist, dass jede Art in mehreren kleinen Exemplaren vorhanden ist, damit man beim Verzehr möglichst viele Sorten probieren kann. 

## Beschreibung
Für den Inhalt einer Kaffeeschüssel gibt es keine Regel. Die Konditoreien haben zumeist eigene Zusammenstellungen. Typische Teile einer Kaffeeschüssel sind Petits Fours, Schweinsöhrchen, Sahneeclairs, Windbeutelchen, oft in Form kleiner Schwäne, Sahne-Rollen, Frucht-Törtchen, kleine Leipziger Lerchen, Schillerlocken und Creme-Schnittchen. Die Größe der Kaffeeschüssel richtet sich nach dem Wunsch des Kunden, wobei das Angebot nach Stückzahl, Preis oder Anzahl der Personen gestaffelt sein kann.
Eine Besonderheit ist die Erotische Kaffeeschüssel einer Konditorei im Leipziger Westen, die Gebäckstücke in erotikbezogenen Formen enthält.

## Geschichte

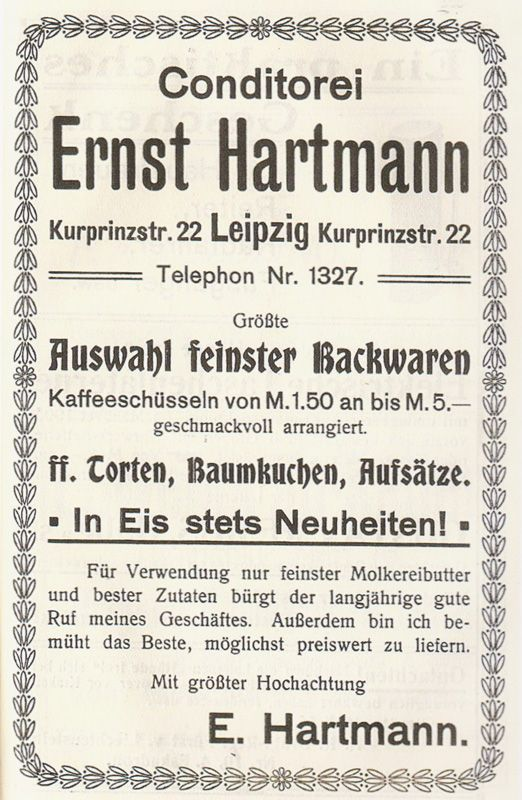
Erste Anzeige mit „Kaffeeschüssel“ (1906)
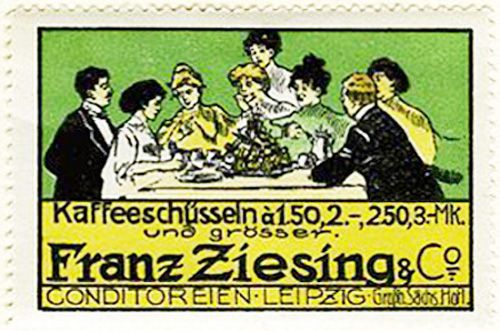
Kaffeeschüssel-Werbemarke von 1928

Der Ursprung der Kaffeeschüssel liegt im Dunklen. Wegen der Petits Fours auf den Kaffeeschüsseln wird mitunter der Blick nach Frankreich oder aber auch auf Napoleon gerichtet. Bei ihm hätte man 1813 in Leipzig nicht gewusst, welche Süßigkeiten er bevorzuge, und ihm deshalb eine Auswahl angeboten. Das könnte die Vielfalt auf den Kaffeeschüsseln erklären, aber nicht ihren Namen.
Der tauchte erstmals gedruckt 1906 in einer Anzeige des Leipziger Konditors Ernst Hartmann auf. In seinem 1913 erschienenen Buch Praktische Konditorei-Kunst beschrieb der Dresdner Konditor, Schriftsteller und Verleger Johannes Martin Erich Weber eine „Bunte Schüssel“ aus dreizehn Bestandteilen.
Die Bezeichnung Kaffeeschüssel blieb auf Leipzig und Umgebung beschränkt, sodass bis heute in anderen Gebieten die Bezeichnung unbekannt ist, selbst wenn ein gleiches Produkt angeboten wird, das dann aber bunter Teller oder ähnlich heißt. Und wenn in anderen Gegenden Sachsens ein Konditor Kaffeeschüsseln verkauft, dann hat er mit hoher Wahrscheinlichkeit die Lehre bei einem Leipziger Konditor absolviert. In Leipzig bieten gegenwärtig über zehn Konditoreien und Bäckereiketten Kaffeeschüsseln zumeist nach Vorbestellung an.

## Zitat
„Die Stadt Leipzig hat keine Krallen, sie versucht eher mit mildem sächsischen Liebreiz zu bestechen. (Kennen Sie die Leipziger oder Sächsische Kaffeeschüssel?)“